# Heinrich II. von Sternberg
Heinrich II. von Sternberg († 1. April 1328) war von 1324 bis zu seinem Tode 1328 Fürstbischof des Hochstiftes Bamberg.

## Leben
Heinrich II. von Sternberg stammte aus der böhmischen Adelsfamilie von Sternberg. Der Name Heinrich bzw. Johann kam in der Familie Sternberg sehr häufig vor. Ein weiterer Heinrich II. von Sternberg war von 1270 bis 1290 Bischof von Halberstadt.
Zur Zeit der Ernennung von Heinrich II. von Sternberg zum Fürstbischof war Johannes XXII. Papst und Ludwig IV. Kaiser (siehe auch Liste der Staatsoberhäupter 1324). Er war vorher Predigermönch. Er verlieh dem Ort Kupferberg 1326 das Stadtrecht, verbunden mit den Privilegien, den Ort ummauern und Steuern erheben zu dürfen. In der heute etwas über 1000 Einwohner zählenden Ortschaft lebten damals etwa 3000 Menschen. Sie war ein wichtiges Zentrum für den Abbau von Kupfer.
Bischof Heinrich II. ist zusammen mit den Bamberger Bischöfen Eberhard I., Egilbert, Timo und Wulfing von Stubenberg in einem Steinsarg bestattet, der heute an der Südwand der Krypta unter dem Ostchor des Bamberger Doms steht.